# Liste des commanderies templières au pays de Galles
Cette liste recense les commanderies et maisons de l'ordre du Temple établies au pays de Galles actuel. Cette région est également appelée Cymru (à prononcer Keum-ri en gallois, Wales en anglais et Cambria en latin), mais ses limites géographiques avec l'Angleterre ont fortement évolué au cours des siècles.

## Faits marquants et histoire
Au XIe siècle, le pays de Galles est divisé en plusieurs royaumes indépendants, appelés Marches galloises, et gouvernés par des princes locaux. Puis, les Normands envahirent l'Angleterre, ainsi que le pays de Galles, et commencèrent rapidement à fonder des seigneuries dans la partie orientale du pays. En réaction, les Gallois qui contrôlaient encore le nord et l'ouest du pays, s'unirent autour de quelques chefs régionaux, et parvinrent à conserver une certaine autonomie durant un siècle. Mais en 1282, le roi Édouard Ier d'Angleterre conquit définitivement les dernières principautés indépendantes, et deux ans plus tard, le statut de Rhuddlan établit officiellement la domination d'Édouard sur le pays de Galles.
Dès leur installation dans une région les templiers mettaient en place une organisation territoriale précise, dont les limites leur étaient propres, chacune étant administrée par un maître de province. La province d'Angleterre était elle-même divisée en baillies avec des maîtres de baillies qui encadraient plusieurs commanderies, dont une qui regroupait celles qui se trouvaient dans les Midlands de l'Ouest actuels (la commanderie de Garway et celle de Bosbury en sont deux exemples).
Il ne semble pas y avoir eu de commanderies dans le pays de Galles actuel, mais uniquement quelques possessions, et la présence des templiers dans la région était beaucoup moins importante que celle des Hospitaliers. Toutes les possessions templières du sud du pays de Galles étaient administrées à partir de la commanderie de Garway.
Cependant en 1157/58, Henri II (roi d'Angleterre) avait installé les templiers dans le nord avec une maison du Temple qui se trouvait entre le château normand de Twthill (en) (Rhuddlan) et celui près de Basingwerk.
Parmi les templiers arrêtés en 1308, aucun ne semble l'avoir été dans le pays de Galles.

## Possessions
| Comté actuel               | Possessions                   | Ville actuelle (à ou près de)                   | 1re donation | Observations                                       |
| -------------------------- | ----------------------------- | ----------------------------------------------- | --- | -------------------------------------------------- |
| Denbighshire ou Flintshire | maison du Temple              | Rhuddlan / Basingwerk                           | 1157/58 | emplacement exact et nom inconnu                   |
| Vale of Glamorgan          | quarante-deux acres de terres | Bonvilston (en)                                 | douze acres donnés par William de Harper en 1203 et trente acres par John de Bonville en 1205, loués à l'abbaye de Margam | aussi désigné Bonvilleston                         |
| Pembrokeshire              | moulin                        | Pembroke                                        | | [ 5 ]                                              |
| Pembrokeshire              | église et manor               | Llanmadoc (nord-ouest de la péninsule de Gower) | don de Margaret, Countess of Warwick (en), vers 1250                                                                      | [ 6 ]                                              |
| Monmouthshire              | église                        | Kemeys Commander (en)                           | | Church of All Saints 51° 44′ 17″ N, 2° 56′ 39″ O , |
| Monmouthshire              | Pencarn                       | Newport                                         | XIIe siècle | manoir et terres 51° 33′ 31″ N, 3° 01′ 47″ O       |
| Pembrokeshire              | fief?                         | Templeton                                       | | [ 5 ]                                              |

| Localisation au pays de Galles (Liens vers les articles correspondants)                                           |
| --- |
| \| Midlands de l'Ouest Angl. du S-O. ⇐ Irlande ? Bonvilston Kemeys Llanmadoc Pembroke Pencarn Templeton Garway \| |
| Midlands de l'Ouest Angl. du S-O. ⇐ Irlande ? Bonvilston Kemeys Llanmadoc Pembroke Pencarn Templeton Garway       |

### Possessions douteuses ou à confirmer
- Quelques parcelles de terres dans le Glamorganshire et dans le Gwent[1]